# Chlorbenzolsulfonsäuren
| keine Einstufung verfügbar |

| keine Einstufung verfügbar |

| Gefahrensymbol | Gefahrensymbol |

Die Chlorbenzolsulfonsäuren bilden in der Chemie eine Stoffgruppe, die sich sowohl von der Benzolsulfonsäure als auch vom Chlorbenzol ableitet. Die Struktur besteht aus einem Benzolring mit angefügter Sulfonsäuregruppe (–SO2OH) und Chlor (–Cl) als Substituenten. Durch deren unterschiedliche Anordnung (ortho, meta oder para) ergeben sich drei Konstitutionsisomere mit der Summenformel C6H5ClSO3.